# 팽이치기
팽이치기는 주로 겨울에 하는 한국의 전통 놀이로, 모든 연령대의 사람들이 즐길 수 있다. 팽이치기는 팽이와 긴 끈이 달린 막대기를 사용해 팽이를 꼬기로 감았다가 놓고 막대기로 끈을 집어넣은 채로 팽이를 계속 쳐서 가능한 한 오래 회전시켜야 한다. 한국 외에도 중국, 일본에서도 비슷한 방식의 놀이가 존재한다.